# Nuoto ai campionati europei di nuoto 2022 - Staffetta 4x100 metri misti femminile
La gara della staffetta 4x100 metri misti femminile ai Campionati europei di nuoto 2022 si è svolta il 17 agosto 2022. Al mattino si sono svolte le batterie, mentre la finale si è disputata nel pomeriggio.

## Podio
| Pos.    | Nazione     | Atleta                                                                                        |
| ------- | ----------- | --------------------------------------------------------------------------------------------- |
| Oro     | Svezia      | Hanna Rosvall Sophie Hansson Louise Hansson Sarah Sjöström                                    |
| Argento | Francia     | Pauline Mahieu Charlotte Bonnet Marie Wattel Béryl Gastaldello Emma Terebo Adèle Blanchetière |
| Bronzo  | Paesi Bassi | Kira Toussaint Tes Schouten Maaike de Waard Marrit Steenbergen Tessa Giele Valerie van Roon   |

## Record
Prima della manifestazione il record del mondo (RM), il record europeo (EU) e il record dei campionati (RC) erano i seguenti.
|  | 3'50"40 | Stati Uniti   | 28 luglio 2019 Gwangju  |
|  | 3'53"38 | Russia        | 30 luglio 2017 Budapest |
|  | 3'54"01 | Gran Bretagna | 23 maggio 2021 Budapest |

## Risultati

### Batterie
| Pos. | Batteria | Corsia | Nazione       | Atleta | Tempo       | Note |
| ---- | -------- | ------ | ------------- | --- | ----------- | ---- |
| 1    | 1        | 5      | Svezia        | Hanna Rosvall (1'01"10) Sophie Hansson (1'07"11) Louise Hansson (56"97) Sarah Sjöström (54"01)                      | 3'59"19     | Q    |
| 2    | 1        | 4      | Italia        | Silvia Scalia (1'00"67) Lisa Angiolini (1'06"75) Elena Di Liddo (57"83) Chiara Tarantino (55"33)                    | 4'00"58     | Q    |
| 3    | 2        | 6      | Paesi Bassi   | Kira Toussaint (1'00"73) Tes Schouten (1'07"21) Tessa Giele (59"06) Valerie van Roon (54"59)                        | 4'01"59     | Q    |
| 4    | 2        | 4      | Gran Bretagna | Medi Harris (1'00"68) Kara Hanlon (1'08"19) Holly Hibbott (1'00"80) Anna Hopkin (53"54)                             | 4'03"21     | Q    |
| 5    | 1        | 2      | Francia       | Emma Terebo (1'00"97) Adèle Blanchetière (1'09"66) Marie Wattel (59"33) Béryl Gastaldello (53"63)                   | 4'03"59     | Q    |
| 6    | 2        | 3      | Polonia       | Laura Bernat (1'01"88) Dominika Sztandera (1'08"94) Julia Maik (59"13) Anna Dowgiert (54"91)                        | 4'04"86     | Q    |
| 7    | 1        | 6      | Svizzera      | Nina Kost (1'02"40) Lisa Mamié (1'08"40) Julia Ullmann (59"79) Maria Ugolkova (54"69)                               | 4'05"28     | Q    |
| 8    | 2        | 7      | Germania      | Johanna Roas (1'02"08) Bente Fischer (1'09"63) Angelina Köhler (58"23) Nele Schulze (55"47)                         | 4'05"41     | Q    |
| 9    | 1        | 7      | Spagna        | Carmen Weiler (1'02"15) Jessica Vall (1'07"90) Carla Hurtado (1'01"06) Lidón Muñoz (54"67)                          | 4'05"78     |      |
| 10   | 2        | 2      | Danimarca     | Karoline Sørensen (1'03"13) Thea Blomsterberg (1'07"98) Elisabeth Sabro Ebbesen (1'00"99) Julie Kepp Jensen (54"68) | 4'06"78     |      |
| DNS  | 1        | 3      | Austria       | - | Non partite |      |
| DNS  | 2        | 5      | Ungheria      | - | Non partite |      |

### Finale
| Pos. | Corsia | Nazione       | Atleta                                                                                                 | Tempo   | Note |
| ---- | ------ | ------------- | --- | ------- | ---- |
|      | 4      | Svezia        | Hanna Rosvall (1'00"66) Sophie Hansson (1'06"26) Louise Hansson (56"29) Sarah Sjöström (52"04)         | 3'55"25 |      |
|      | 2      | Francia       | Pauline Mahieu (1'00"17) Charlotte Bonnet (1'06"49) Marie Wattel (56"09) Béryl Gastaldello (53"61)     | 3:56.36 |      |
|      | 3      | Paesi Bassi   | Kira Toussaint (1'00"29) Tes Schouten (1'06"75) Maaike de Waard (57"74) Marrit Steenbergen (52"23)     | 3'57"01 |      |
| 4    | 5      | Italia        | Margherita Panziera (59"78) Benedetta Pilato (1'05"65) Ilaria Bianchi (58"37) Silvia Di Pietro (53"43) | 3'57"23 |      |
| 5    | 6      | Gran Bretagna | Medi Harris (1'00"09) Kara Hanlon (1'07"49) Keanna MacInnes (58"62) Freya Anderson (53"85)             | 4'00"05 |      |
| 6    | 7      | Polonia       | Paulina Peda (1'01"09) Dominika Sztandera (1'08"47) Julia Maik (58"73) Aleksandra Polańska (54"24)     | 4'02"53 |      |
| 7    | 1      | Svizzera      | Nina Kost (1'02"53) Lisa Mamié (1'07"05) Julia Ullmann (59"69) Maria Ugolkova (54"67)                  | 4'03"94 |      |
| 8    | 8      | Germania      | Johanna Roas (1'02"11) Bente Fischer (1'09"59) Angelina Köhler (58"61) Nele Schulze (55"29)            | 4'05"60 |      |